# Maladies du chrysanthème
 (août 2022).
Liste non exhaustive des maladies du chrysanthème (Dendrathema × grandiflorum Kitam. = Chrysanthemum × morifolium Ramat.).

## Maladies bactériennes
| Maladies bactériennes         | Maladies bactériennes                                                                 |
| ----------------------------- | ------------------------------------------------------------------------------------- |
| Fasciation                    | Rhodococcus fascians (Tilford) Goodfellow = Corynebacterium fascians (Tilford) Dowson |
| Galle du collet               | Agrobacterium tumefaciens (Smith & Townsend) Conn                                     |
| Nécrose de la tige            | Pseudomonas cichorii (Swingle) Stapp                                                  |
| Pourriture molle bactérienne  | Erwinia chrysanthemi Burkholder et al.                                                |
| Taches foliaires bactériennes | Pseudomonas cichorii (Swingle) Stapp                                                  |

## Maladies fongiques
| Maladies fongiques                         | Maladies fongiques |
| ------------------------------------------ | --- |
| Alternariose                               | Alternaria sp. |
| Ascochytose du chrysanthème                | Didymella ligulicola (K. Baker et al.) Arx in E. Müller & Arx Phoma chrysanthemi Voglino (anamorphe) = Ascochyta chrysanthemi F. Stevens                                                |
| Cercosporiose (taches foliaires)           | Cercospora chrysanthemi Heald & F. A. Wolf |
| Chancre à Itersonilia                      | Itersonilia perplexans Derx |
| Cylindrosporiose                           | Cylindrosporium chrysanthemi Ellis & spot Dearn. |
| Flétrissement fusarien                     | Fusarium oxysporum Schlechtend.:Fr. f. sp. chrysanthemi G. M. Armstrong et al. Fusarium oxysporum Schlechtend.:Fr. f. sp. tracheiphilum (E. F. Sm.) W. C. Snyder & H. N. Hans. (race 1) |
| Flétrissement verticillien                 | Verticillium albo-atrum Reinke & Berthier Verticillium dahliae Kleb. |
| Fusariose (pourriture de la tige)          | Fusarium solani (Mart.) Sacc. Nectria haematococca Berk & Broome (téléomorphe) |
| Nécrose racinaire                          | Phoma chrysanthemicola Hollos |
| Oïdium                                     | Erysiphe cichoracearum DC. |
| Pied noir (pourriture racinaire)           | Pythium sp. Pythium ultimum Trow |
| Pourridié phytophthoréen                   | Phytophthora syringae (Kleb.) Kleb. Phytophthora cryptogea Pethybr. & Laff. |
| Pourriture charbonneuse de la tige         | Macrophomina phaseolina (Tassi) Goidanich |
| Pourriture grise                           | Botrytis cinerea Pers.:Fr. Botryotinia fuckeliana (de Bary) Whetzel (téléomorphe) |
| Pourriture à Sclerotium, nécrose du collet | Sclerotium rolfsii Sacc. Athelia rolfsii (Curzi) Tu & Kimbrough (téléomorphe) |
| Pourriture racinaire à Phymatotrichum      | Phymatotrichopsis omnivora (Duggar) Hennebert = Phymatotrichum omnivorum Duggar |
| Rhizoctone brun (pourriture de la tige)    | Rhizoctonia solani Kühn Thanatephora cucumeris (A. B. Frank) Donk (téléomorphe) |
| Rouille blanche                            | Puccinia horiana Henn. |
| Rouille brune                              | Puccinia chrysanthemi Henn. |
| Rouille                                    | Puccinia tanaceti DC. |
| Sclérotiniose (pourriture de la tige)      | Sclerotinia sclerotiorum (Lib.) de Bary |
| Septoriose (taches foliaires)              | Septoria chrysanthemi Halst. in Seym. & Earle |
| Stemphyliose                               | Stemphylium lycopersici (Enjoji) W. Yamamoto = Stemphylium floridanum Hannon & Weber |
| Taches foliaires à Bipolaris               | Bipolaris setaria (Sawada) Shoemaker Cochliobolus setariae (Ito & Kuribayashi in Ito) Drechs. ex Dastur (téléomorphe)                                                                   |

## Nématodes, parasites
| Nématodes, parasites                | Nématodes, parasites                                   |
| ----------------------------------- | ------------------------------------------------------ |
| Nématodes foliaires                 | Aphelenchoides ritzemabosi (Schwartz) Steiner & Buhrer |
| Nématodes à pourritures racinaires  | Pratylenchus pratensis (de Man) Filipjev               |
| Nématodes des nodosités des racines | Meloidogyne sp.                                        |

## Maladies virales
| Maladies virales et viroïdales       | Maladies virales et viroïdales                                                                    |
| ------------------------------------ | ------------------------------------------------------------------------------------------------- |
| Aspermie et mosaïque du chrysanthème | Virus de l'aspermie de la tomate (TAV, Tomato aspermy virus)                                      |
| Flétrissement tacheté                | Virus de la flétrissure tachetée de la tomate (TSWV, Tomato spotted wilt virus)                   |
| Marbrure chlorotique du chrysanthème | Viroïde de la marbrure chlorotique du chrysanthème (CCMVd, Chrysanthemum chlorotic mottle viroid) |
| Rabougrissement du chrysanthème      | Viroïde du rabougrissement du chrysanthème CSVd, Chrysanthemum stunt viroid)                      |

## Maladies à phytoplasmes
| Maladies à phytoplasmes | Maladies à phytoplasmes               |
| ----------------------- | ------------------------------------- |
| Jaunisse de l'aster     | Phytoplasme de la jaunisse de l’aster |